# Carlo Baldassarre Simelli
Carlo Baldassarre Simelli (Stroncone, 1811 – Roma, tra il 1877 e il 1885) è stato un pittore e fotografo italiano.

## Biografia
Sulla data di morte non c'è uniformità tra chi indica l'anno 1877, chi "post 1877" e chi 1885.
Con la famiglia, fin da ragazzo, si trasferisce a Roma dove studia l'incisione e la prospettiva. A partire dal 1838 apre uno studio di pittura e risulta iscritto alla Congregazione dei Virtuosi al Pantheon. Sono anni in cui realizza soprattutto paesaggi. Nel 1840 vede la luce, raccolto in un unico volume, al costo di sei paoli romani, il "Corso di prospettiva del padre Andrea Pozzo della Compagnia di Gesù", uscito prima come quindicinale, al quale Simelli ha aggiunto commenti ed alcune sue tavole. Nel 1853 pubblica delle incisioni a mezzatinta con le vedute di Roma che gli procurano notorietà ma nello stesso periodo si avvicina alla fotografia grazie a Giacomo Caneva che lo introduce all'uso dapprima del calotipo e in seguito al collodio. I suoi studi fotografici sulla natura sono apprezzati soprattutto dai pittori.
Riceve dalla Fabbrica di San Pietro, creata agli inizi del '500 da Papa Giulio II allo scopo di mantenere la Basilica in piena efficienza, l'incarico di fotografare i contrafforti della cupola. Simelli consegna 160 immagini dettagliate attraverso le quali fu possibile valutare, come scrive e documenta Piero Becchetti ne "La fotografia a Roma dalle origini al 1915" (1983), lo stato del monumento.
Dopo alcuni trasferimenti del proprio studio, seguendo i suoi interessi per l'archeologia, collabora con l'archeologo inglese John Henry Parker raccogliendo materiale fotografico sulle antichità romane ma anche degli scavi che Parker stava facendo. Egli ritiene fondamentale la pubblicazione di immagini a corredo dei libri di viaggio e delle guide che accompagnino e documentino il lavoro archeologico della Roma antica e medievale. Oltre a Simelli, Parker, dal 1864 al 1877, commissiona fotografie anche ad altri fotografi romani come Filippo Lais, Giovanni Battista Colamedici, Francesco Sidoli.
Nel 1870 si trasferisce a Frascati e lascia il suo studio al fotografo francese Gustave Emile Chauffourier. Secondo la Guida Monaci, guida commerciale di Roma e provincia, nel 1873 è di nuovo a Roma in uno studio fotografico posto in via Bocca di Leone 11 e, secondo la guida, lo sarà fino al 1877 dopodiché le tracce svaniscono.